# مسعود مرادی
مسعود مرادی (زاده ۱ شهریور ۱۳۴۴ در رودسر) داور بین‌المللی فوتبال اهل ایران است.
مرادی فعالیت داوری اش را از سال ۱۳۶۶ آغاز کرده و در سال ۲۰۰۰ میلادی داور بین‌المللی شد و تا سال ۱۳۸۹ به قضاوت خود ادامه داد. از سوابق ورزشی مرادی می‌توان به برترین داور سال در آسیا در سال ۲۰۰۳، قضاوت در دو دوره مسابقات جام ملت‌های آسیا در سال ۲۰۰۴ و ۲۰۰۷، قضاوت در رقابتهای المپیک پکن در سال ۲۰۰۸، قضاوت در جام کنفدراسیون‌های فیفا در سال ۲۰۰۳ (فرانسه)، دو دوره کاندیدای داوری برای حضور در جام جهانی در سال ۲۰۰۶ و ۲۰۱۰، قضاوت در فینال جام باشگاه‌های آسیا در سال ۲۰۰۴ و قضاوت در بیش از ۲۰۰ رقابت بین‌المللی، مدرسی و نظارت در کنفدراسیون فوتبال آسیا اشاره کرد. وی یک شهرآورد آث میلان و اینتر میلان ایتالیا را قضاوت کرد.

## شهرآورد تهران
مسعود مرادی داور یک دربی تهران بوده است. در بیشتر دوران قضاوتهای این داور دربی‌ها را داوران غیر ایرانی سوت می‌زدند به همین خاطر به جز یکبار موفق به قضاوت در دربی نشده است.
| یک بازی که داور وسط بوده است |             |                        |                                                               |
| دربی                         | تاریخ       | نتیجه بازی             | گروه داوری                                                    |
| شماره ۶۹                     | ۲۳ مهر ۱۳۸۹ | استقلال ۱ - پرسپولیس ۰ | مسعود مرادی -- حسن کامرانی‌فر -- مرتضی کریمی -- سعید مظفری‌زاده |